# Jim Rutherford (Fußballspieler)
James „Jim“ Rutherford  (* 1. Quartal 1894 in Bedlington; † 1924) war ein englischer Fußballspieler.

## Karriere
Jim Rutherford kam im August 1920 als Probespieler vom AFC Ashington aus der Northern Alliance zu Brighton & Hove Albion. Im selben Monat verpflichtete der Klub, der an der Premierensaison der Football League Third Division teilnahm, auch seinen Bruder Jack. Nach seiner Registrierung als Profi bei der Football League im September 1920 spielte er zunächst noch für das Reserveteam. Ende November 1920 kam Rutherford gegen Swansea Town zu seinem Ligadebüt, in dem er Wally Little auf der Position des linken Verteidigers vertrat, und gehörte für die restliche Spielzeit zur Stammmannschaft. Insgesamt kam er dabei auf 26 Liga- und drei FA-Cup-Einsätze, als Brighton die Saison auf Platz 18 der 24 Teams umfassenden Liga beendete.
Mit der Verpflichtung von Jack Feebery im Sommer 1921 verlor er seinen Platz im Team und spielte in der Saison 1921/22 ausschließlich für das Reserveteam. Im September 1922 verließ Rutherford Brighton & Hove Albion und wanderte in die Vereinigten Staaten aus, wo er als Spieler und Trainer aktiv war, aber bereits zwei Jahre später verstarb.